# منطقه قلعه (بوداپست)
منطقهٔ قلعه (به مجاری:  Várkerület) (به انگلیسی: Castle District) ناحیهٔ تاریخی در بودا و ناحیهٔ ۱ از ۲۳ ناحیهٔ بوداپست در مجارستان است. قلعهٔ بودا و محلات: تابان، کریستیناواروش و بخشی از تپهٔ گلرت در این ناحیه قرار دارند. منطقهٔ قلعه ۳٫۴۱ کیلومتر مربع مساحت و طبق آمار اول ژانویهٔ سال۲۰۱۸، ۲۵٬۰۷۸ نفر جمعیت دارد.

## جاهای دیدنی
- قلعهٔ بودا و گالری ملی مجارستان
- کلیسای ماتیاش
- قصر شاندور
- قلعهٔ ماهیگیر
- هزارتوی قلعۀ بودا (به مجاری: Budavári Labirintus)
- باغ قصر (به مجاری: Várkert Bazár)
- تپۀ گلرت
- خانه و موزهٔ سملویس

## خواهرخوانده
منطقهٔ ۱ شهر وین (منطقهٔ تاریخی وین) خواهرخواندهٔ منطقهٔ قلعه است.